# Pierluigi Camiscioni
Pierluigi Camiscioni (San Benedetto del Tronto, 30 maggio 1953 – San Benedetto del Tronto, 27 agosto 2020) è stato un rugbista a 15 e stuntman italiano.
In ambito sportivo fu seconda linea dell'Aquila e del Rugby Roma; nel cinema svolse attività di controfigura per Bud Spencer.

## Carriera

### Giocatore

#### Club

Camiscioni (in piedi, quinto da destra) nel Rugby Roma 1977-78

Rugbista durante un periodo di studio a Cambridge, mise a frutto l'esperienza maturata in Inghilterra e, tornato in Italia, fu ingaggiato dall'Aquila.
A livello di club Carmiscioni militò anche nel Rugby Roma, prima di tornare all'Aquila con cui si aggiudicò lo scudetto nella stagione 1981-82.

#### Nazionale
Nel periodo di militanza all'Aquila fu anche convocato in nazionale dall'allora commissario tecnico Roy Bish: l'esordio avvenne il 13 settembre 1975 a Gosforth contro una selezione dell'Inghilterra Under-23; tra gli incontri di rilievo anche un match contro l'Australia all'Arena di Milano nel 1976, in cui il XV degli Wallabies vinse di un punto soltanto, 16-15.
L'ultima apparizione internazionale di Camiscioni avvenne nel 1978, contro la Francia "A" al Fattori del capoluogo abruzzese, in Coppa FIRA.

### Dopo il ritiro
Dopo il ritiro Camiscioni si dedicò all'attività imprenditoriale; gestì un ristorante e uno stabilimento balneare a San Benedetto del Tronto.
A partire dal 1996 partecipò come controfigura di Bud Spencer per tre film girati a Miami e in Costa Rica.
In occasione dell'incontro con Samoa tenutosi ad Ascoli Piceno, durante la serie di test match autunnali della nazionale italiana nell'autunno 2009, il comune di San Benedetto del Tronto ha assegnato a Camiscioni e al suo concittadino Giambattista Croci (attivo a cavallo tra gli anni ottanta e novanta) il premio "Una vita per il rugby".

## Palmarès

Camiscioni (in piedi, quarto da destra) nell'Aquila campione d'Italia 1981-82

### Club
- Campionati italiani: 1

L'Aquila: 1981-82